# Silpha longicornis
Silpha longicornis es una especie de escarabajo carroñero del género Silpha, categorizada en la tribu Silphini, de la subfamilia Silphinae. Fue descrita por Portevin en 1926.

## Distribución
Se distribuye por Asia: Japón.